# Maria-bicudinha
Falso-tódi-de-bico-largo ou maria-bicudinha (Hemitriccus josephinae) é uma espécie de ave da família Tyrannidae.
Pode ser encontrada nos seguintes países: Brasil, Guiana e Suriname.
Os seus habitats naturais são: florestas subtropicais ou tropicais húmidas de baixa altitude.